# Mallosia costata
Mallosia costata là một loài bọ cánh cứng trong họ Cerambycidae.